# Taras Triasiło
Taras Triasiło (ros. Тарас Трясило) – niemy, czarno-biały radziecki film historyczny z 1927 roku w reżyserii Piotra Czardynina, wyprodukowany w Ukraińskiej SRR przez odeską wytwórnię WUFKU. W 1937 film został przemontowany i w zmienionej  wersji ponownie skierowany do rozpowszechniania pod nowym tytułem: Opowieść o gorącym sercu (ros. Повесть о горячем сердце).

## Obsada
- Amwrosij Buczma – Taras
- Natalia Użwij – Marina
- Matwiej Larow – polski magnat
- Margarita Barska – panna Jagiełła, córka magnata
- Leonid Czembarski – syn magnata
- Iwan Kaprałow – Iwan, hajduk magnata
- Iwan Zamyczkowski – sotnik Kobza
- Nikołaj Kuczinski – hetman
- Leonid Barbe – ksiądz